# 범어사 칠성도
범어사 칠성도(梵魚寺 七星圖)는 부산광역시 금정구 범어사에 보존되어 있는 칠성도인데, 칠성도는 칠성(七星)을 불교의 호법선신(護法善神)으로 수용하고 이를 의인화하여 묘사한 그림이다. 2003년 9월 16일 부산광역시의 문화재자료 제14호로 지정되었다.

## 개요
범어사에 보존되어 있는 칠성도인데, 칠성도는 칠성(七星)을 불교의 호법선신(護法善神)으로 수용하고 이를 의인화하여 묘사한 그림이다.
이 칠성도는 비단 바탕에 채색하여 그려진 것으로, 화면은 중앙의 여래 1구를 중심으로 좌우측에 여래 3구씩을 각각 배치하여 칠성여래를 나타내고, 칠성여래 아래쪽 하단에는 각각 동자들을 묘사하였다. 그리고 구름무늬를 경계로 칠성여래 상단에는 군상들을 3그룹으로 나누어 각각 표현하고 있다.
화면 상단의 천공은 군청을 바르고, 인물들의 머리 광배는 진녹색과 연녹색을 번갈아 채색하였으며, 의복은 주로 청색과 자주색을 사용하면서, 띠부분에는 흑색·청색·하늘색·자주색을 사용하여 화려함을 더하고 있다. 그리고 상단 약사여래 바탕과 좌우 군상들의 관모에 금박을 사용하였다. 칠성여래들의 배경에는 마름모 문양이 꼭지점을 이루는 사각의 구획 내에 도드라진 채색으로 점묘가 동심원을 이루고 있다. 인물들의 윤곽선은 그 면의 채색에 비하여 보다 진한 선채색으로 경계를 구분 짓고 있다.
화면의 아랫부분 중앙에 있는 기록에 의하면 이 칠성도는 광서 17년 신묘, 즉 조선 고종 28년(1891)에 조성된 것임을 알 수 있다.
범어사 칠성도는 화면의 아랫부분에 기술된 기록 내용으로 19세기 명문 서식이나, 조선후기 영남지역 화승들의 계보를 참조할 수 있으며, 조선후기 특히 19세기 각 도상들의 흐름을 연결하는 작품으로 가치가 있다.

## 같이 보기
- 범어사

## 참고 자료
- 범어사칠성도 - 국가유산청 국가유산포털